# Siddi
Siddi – miejscowość i gmina we Włoszech, w regionie Sardynia, w prowincji Sud Sardegna.
Według danych na rok 2004 gminę zamieszkiwało 799 osób, 72,6 os./km². Graniczy z Baressa, Collinas, Gonnoscodina, Gonnostramatza, Lunamatrona, Pauli Arbarei i Ussaramanna.